# شبيهة البرنيتية
شبيهة البرنيتية (الاسم العلمي:†Paraburnetia) هي جنس منقرض من الزواحف تتبع فصيلة البرنيتيات من رتيبة بيارميات وأشباهها.